# El Ojite, Oaxaca
El Ojite är en ort i Mexiko.   Den ligger i kommunen Heroica Ciudad de Tlaxiaco och delstaten Oaxaca, i den sydöstra delen av landet, 290 km sydost om huvudstaden Mexico City. El Ojite ligger 2 003 meter över havet och antalet invånare är 343.
Terrängen runt El Ojite är huvudsakligen kuperad, men åt sydost är den bergig. El Ojite ligger nere i en dal. Runt El Ojite är det ganska glesbefolkat, med 22 invånare per kvadratkilometer. Närmaste större samhälle är Heroica Ciudad de Tlaxiaco, 7,9 km nordost om El Ojite. I omgivningarna runt El Ojite växer huvudsakligen savannskog.